# Занд-ам-Майн
Занд-ам-Майн (нім. Sand am Main) — громада в Німеччині, розташована в землі Баварія. Підпорядковується адміністративному округу Нижня Франконія. Входить до складу району Гасберге.
Площа — 7,44 км2. Населення становить 3101 ос. (станом на 31 грудня 2020).